# 盾基冷水花
盾基冷水花（学名：Pilea insolens）是荨麻科冷水花属的植物。分布在不丹、印度以及中国大陆的西藏等地，生长于海拔1,600米至2,700米的地区，多生长在山谷常绿、阔叶落叶混交林下以及灌丛下阴湿处，目前尚未由人工引种栽培。